# Thiên hạ thái bình
Thiên Hạ Thái Bình là một bộ phim truyện truyền hình nhiều tập của Trung Quốc sản xuất (với độ dài 32 tập). Phim có sự góp mặt của các kiều nữ xinh đẹp Đới Kiều Thiên vào vai Thương Thiên Bối cùng sự tham gia của các diễn viên danh tiếng khác như Quan Lễ Kiệt, Tôn Diệu Uy, Trịnh Phối Phối...

## Nội dung
Bộ phim chủ yếu xoay quanh chuyện tình nàng công chúa bướng bỉnh Thương Thiên Bối.
Hoàng thái hậu sau nhiều năm buông rèm, chấp chính, thuận theo ý dân, lập Thương Thiên Bảo lên làm hoàng đế, bản thân lùi lại hậu cung. Thiên Bảo mong lập đại công, muốn di dời bá tánh để tu sửa bờ kè sông Hoàng Hà sau nhiều năm bị ngập lụt.
Hoàng Thúc muốn chiếm đoạt Hoàng vị nên tung tin đồn nhảm khiến lòng dân hoảng loạn. Hoàng Thái Hậu ban lệnh Thiên bảo trong vòng hai tháng không được hỏi đến triều chính, Thiên Bảo đến Phương Nam giải sầu.
Hoàng thái hậu muốn để Thiên Bảo hiểu được nổi khổ của bá tánh nên đồng ý. Công chúa Thương Thiên Bối vì không chấp nhận phò mã do Hoàng thái hậu chỉ định nên tìm đến ca ca, nhưng không ngờ Thiên Bảo đã đi Giang Nam. Cô cải nam trang đến Giang Nam tìm ca ca.
Công chúa vào nhằm hắc điếm, may nhờ người bạn mới quen Khổng Long và hai người nữa cứu giúp. Tuy rằng cô không thích Khổng Long, nhưng vì không một xu dín túi nên cô đành đi theo anh đến thị trấn Thái Bình.
Trên đường đi vì đang cải nam trang và bở ngỡ trước những gì xảy ra ngoài xã hội, nên công chúa và hai người bạn của Khổng Long đã gây ra không ít trò cười.
Thiên Bảo cũng đến thị trấn Thái Bình lập tức bị mê hoặc bởi tuyệt sắc mỹ nhân Khổng Tước. Khổng Tước là người như thế nào, công chúa Thiên Bối có gặp lại ca ca Thiên Bảo hay không?

## Diễn viên
- Huỳnh Hải Băng vai Thương Thiên Bảo,
- Tôn Diệu Uy vai Khổng Long,
- Đới Kiều Thiên vai Thương Thiên Bối,
- Châu Khiết vai Diệp Tử,
- Quan Lễ kiệt vai Cao Dũng.
- Trần Nhã Luân vai Khổng Tước